# سوف أحيا (أغنية جلوريا جاينور)
سوف أحيا (بالإنجليزية: I Will Survive)‏ هي أغنية ناجحة غنتها المغنية الأمريكية جلوريا جاينور، وصدرت في أكتوبر 1978، وهي من تأليف فريدي بيرين ودينو فيكاريس. الأغنية هي الأكثر مبيعًا من أغاني الديسكو، بالإضافة إلى حصولها على الاسطوانة البلاتين من رابطة صناعة التسجيلات الأمريكية RIAA. تروي كلمات الأغنية إكتشاف سيدة لقوتها الشخصية بعد إنفصال مدمر في البداية. تلقت بثًا كثيفًا في عام 1979، ووصلت إلى المركز الأول على قوائم أفضل الأغاني الأمريكية بليبورد هوت 100، وإيضا المركز الأول في المملكة المتحدة. كثيرا ما تذكر الأغنية كرمز لتمكين المرأة.
في عام 2016، إعتبرت مكتبة الكونغرس هذة الأغنية «ثقافية أو تاريخية أو فنية» وإختارتها للحفظ في السجل الوطني للتسجيلات.

## طاقم العزف والتسجيل
غناء: جلوريا جاينور
طبول: جيمس جادسون
ايقاع: باولينيو دا كوستا
جيتار باس: سكوت إدواردز
لوحات المفاتيح (كيبورد): فريدي بيرن
جيتارات: بوب باوليز وملفين راجن
الوتريات والأبواق: من ترتيب وتنفيذ ديف بلومبرج

## كلمات الأغنية
في البداية كنت خائفة، كان الخوف يتملكني At first I was afraid, I was petrified
ظللت أفكر أنني لا أستطيع العيش بدونك بجانبي Kept thinking I could never live without you by my side
ولكن بعد ذلك أمضيت ليالٍ كثيرة أفكر كيف أخطأت في حقي But then I spent so many nights thinking how you did me wrong
أصبحت أقوى، وتعلمت كيف أتعايش And I grew strong, and I learned how to get along
وهكذا عدت أنت، من اللا مكان And so you're back from outer space
لقد دخلت للتو لأجدك هنا بتلك النظرة الحزينة على وجهك I just walked in to find you here with that sad look upon your face
كان يجب أن أغير هذا القفل الغبي I should have changed that stupid lock
كان يجب أن أجعلك تترك مفتاحك I should have made you leave your key
إذا كنت قد عرفت لثانية واحدة فقط، أنك ستعود لتزعجني If I'd have known for just one second you'd be back to bother me
إذهب الآن، إذهب. أخرج من الباب Go on now, go. Walk out the door
فقط إستدر مغادرًا الآن، لأنك غير مرحب بك بعد الآن Just turn around now 'cause you're not welcome anymore
ألست أنت من حاول أن تؤذيني بالوداع؟ Weren't you the one who tried to hurt me with goodbye
هل تعتقد أنني سوف أنهار؟ Did you think I'd crumble
هل تعتقد أنني سأسقط وأموت؟ Did you think I'd lay down and die
أوه، لا، ليس أنا Oh, no, not I
سوف أحيا I will survive
أوه، طالما أنني أعرف كيف أحب، أعلم أنني سأبقى على قيد الحياة Oh, as long as I know how to love I know I'll stay alive
لدي كل حياتي لأعيشها I've got all my life to live
لدي كل حبي لأقدمه I've got all my love to give
وسأحيا And I'll survive
سوف أحيا، مرحباً، مرحباً I will survive, hey, hey
إحتاج الأمر كل القوة التي لدي، كي لا أنهار It took all the strength I had not to fall apart
ظللت أحاول جاهدة إصلاح أجزاء قلبي المحطم Kept trying hard to mend the pieces of my broken heart
وقضيت ليالي عديدة أشعر بالأسف على نفسي And I spent, oh, so many nights just feeling sorry for myself
كنت أبكي لكني الآن أرفع رأسي عالياً I used to cry but now I hold my head up high
وتراني شخصًا جديدًا And you see me somebody new
أنا لست ذلك الشخص الصغير المقيد بالسلاسل الذي ما زال يحبك I'm not that chained-up little person still in love with you
وتشعر إنه يمكنك ان تأتي إلى And so you felt like dropping in
وتتوقع أن أكون غير مرتبطة And just expect me to be free
والآن أنا أحتفظ بكل حبي، لشخص يحبني And now I'm saving all my loving for someone who's loving me

## التقدير والجوائز
صنفتها محطة «في إتش 1»، في المرتبة الأولى في قائمة أعظم 100 أغنية رقص في عام 2000.
أدرجت مجلة «رولينج ستون» الأغنية في المرتبة 492 في قائمتها لأعظم 500 أغنية في كل العصور في عام 2004.
وضعتها مجلة «بيل بورد» في المرتبة 97 في تصنيفها لأفضل 100 أغنية على الإطلاق في عام 2008.
إحتلت أغنية في عام 2012، المرتبة الثانية في إستطلاع رولينج ستون لأفضل أغاني الديسكو في كل العصور.
صنفتها صحيفة الديلي تلغراف في المرتبة 48 في قائمة أفضل 100 أغنية في كل العصور في نوفمبر 2016.
إحتلت الأغنية المرتبة السابعة في قائمة مجلة باستي لأفضل 60 أغاني حلبات الرقص.
صنفتها «بيتشفوركيد ميديا»، في قائمة 50 أغنية تحدد آخر 50 عامًا من كبرياء المضطهدين من المثليين LGBTQ+ Pride.

## وصلات خارجية
https://www.songfacts.com/facts/gloria-gaynor/i-will-survive سوف أحيا (أغنية جلوريا جاينور)
https://www.allmusic.com/song/i-will-survive-mt0027781002 سوف أحيا (أغنية جلوريا جاينور)
https://secondhandsongs.com/performance/605 سوف أحيا (أغنية جلوريا جاينور)
https://www.youtube.com/watch?v=ARt9HV9T0w8 سوف أحيا (أغنية جلوريا جاينور)